# Halo: Cryptum
Halo: Cryptum é um romance de ficção científica militar de Greg Bear, baseado na série de jogos eletrônicos Halo. O livro foi lançado em janeiro de 2011 e é o oitavo livro de Halo (o sétimo romance) e o primeiro da trilogia de romances focados nos Forerunners, chamada The Forerunner Saga (A Saga dos Forerunners na localização brasileira). Cryptum foi lançado em capa dura, e-book e audiolivro seguindo Halo: Evolutions, de 2009, uma coleção de contos Halo. É sucedido por Primordium, publicado em janeiro de 2012, e Silentium, em março de 2013. Bear recebeu poucas restrições sobre a história do romance; o universo Halo ainda não havia sido explorado naquele período.
Situado aproximadamente 100.000 anos antes dos eventos de Halo: Combat Evolved, o romance conta a história da aventura de um jovem Forerunner na Terra pré-histórica e em toda a galáxia. O protagonista, chamado Bornstellar, desperta um guerreiro exilado, o Didact, que recruta Bornstellar e seus companheiros, revela a história da guerra Forerunner-humana e a existência das superarmas Halo, anéis gigantes com o potencial de matar todos os seres conscientes da galáxia. O grupo é capturado pelo Master Builder, o indivíduo Forerunner mais poderoso e o criador dos Halos, mas ele é preso e Bornstellar é chamado para fornecer evidências no julgamento do Master Builder. Antes do início do julgamento, no entanto, uma inteligência artificial traidora tenta usar os Halos para cometer genocídio contra os Forerunners, e Bornstellar escapa para a Arca.
Cryptum recebeu críticas mistas; alguns críticos gostaram da cultura Forerunner e do suspense que Bear criou, mas outros não gostaram dos personagens, acharam o enredo muito lento e concluíram que o romance era adequado apenas aos fãs existentes da série Halo. Cryptum apareceu em várias listas de best-sellers após sua promoção no Halo Waypoint, um site que serve como um hub para informações relacionadas à Halo.

## Antecedentes

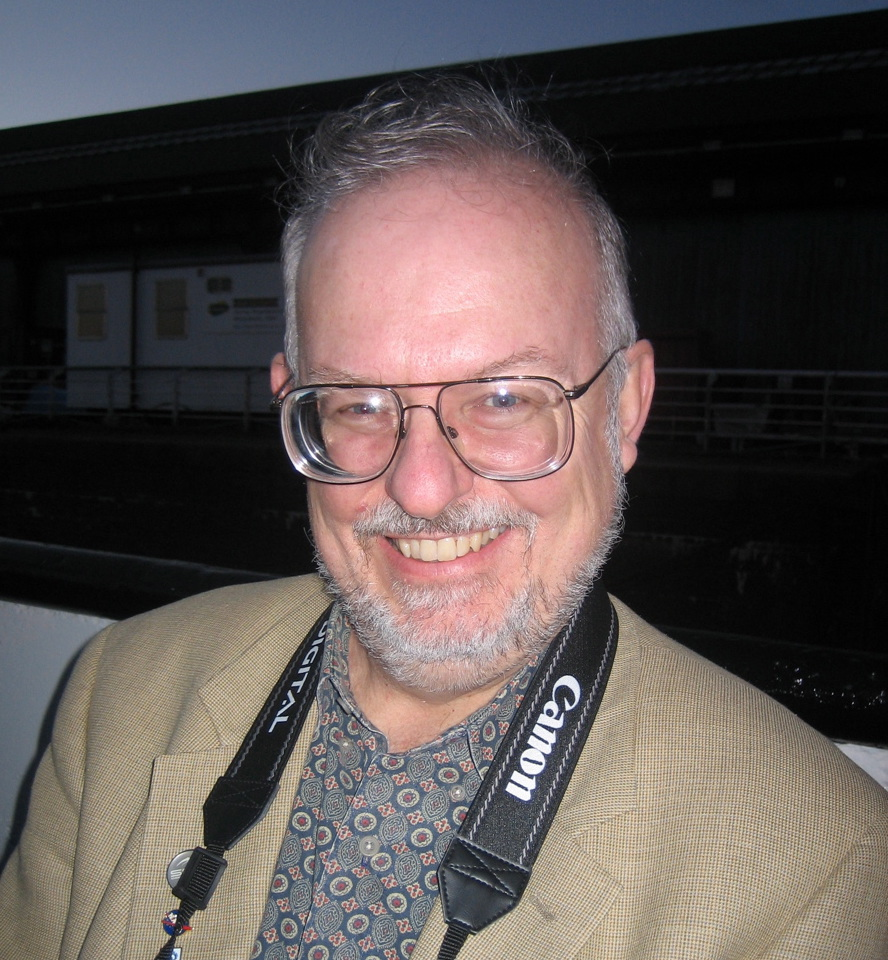
Greg Bear é o autor de Cryptum e suas duas sequências.

Greg Bear foi a primeira escolha da 343 Industries para escrever uma trilogia de livros baseada na história dos Forerunners e em outra raça misteriosa conhecida como Precursores. Bear estava escrevendo um livro intitulado Hull Zero Three, quando foi abordado para ser o autor da trilogia. Na primeira reunião com Bear sobre o livro, ele foi informado de que deveria ser um "gigante clássico de Greg Bear - na veia de Eon, Anvil of the Stars e assim por diante", mas inspirado por Halo e seu universo estendido. O livro e o autor foram anunciados em 6 de abril de 2009. A gerente geral da 343 Industries, Bonnie Ross, afirmou que a troca de experiências com Bear tornou "toda a experiência melhor" e era preferível atribuir ao autor sua tarefa sem feedback. O diretor de desenvolvimento da franquia Halo, Frank O'Connor, declarou: "O enigma dos Forerunners está realmente no coração do drama e mistério do universo Halo... em todos os jogos e livros até agora, apenas arranhamos a superfície dos terríveis eventos que envolveram os Forerunners e a Galáxia que eles protegeram 100.000 anos atrás". Embora nada tenha sido imposto a Bear em termos de modelos de histórias, ele teve inúmeras e abrangentes discussões sobre a história do universo Halo e os principais eventos da história Forerunner já haviam sido estabelecidos através das informações escondidas em Halo 3. O'Connor disse que o livro deve ter uma sensação de "ficção científica" com uma "pitada de ópera espacial, nos moldes de Banks, Reynolds e o próprio Bear".
A capa do livro foi desenhada por Sparth, um artista da 343 Industries conhecido por suas "vistas futuristas". A artwork foi tirada diretamente da arte feita para Halo 4. O'Connor explicou que a capa pretendia "capturar a essência e o escopo do livro e, mais importante, o universo Forerunner". A arte deve transmitir "o sentimento de admiração que todos os nossos principais protagonistas sentem na escala e no escopo da tecnologia Forerunner".

## Sinopse

### Ambientação
Cryptum ocorre aproximadamente 100.000 anos antes dos dias atuais no universo Halo, contando a história dos Forerunners antes de seu desaparecimento. Ele gira em torno da jornada de um jovem Forerunner, Bornstellar, e de dois humanos, Chakas e Morning Riser, e como suas vidas mudam quando eles encontram um guerreiro Forerunner, o Didact. Os Forerunners são uma civilização do tipo três na escala de Kardashev; eles podem construir planetas artificiais e controlar estrelas. Os Forerunners são divididos em classes por ocupação, são elas (em ordem de classificação): Construtores, arquitetos das megaestruturas Forerunners; Mineiros; Trabalhadores de vida, especialistas em medicina e biologia; e Guerreiros. A família de Bornstellar são Construtores politicamente importantes e particularmente ricos, permitindo-lhes possuir um planeta inteiro. Os Guerreiros apresentados neste livro chamados de Prometheans foram mais tarde apresentados como antagonistas no jogo eletrônico Halo 4.
No universo Halo, os humanos haviam avançado para um nível de tecnologia comparável aos Forerunners, mas, depois de perderem uma guerra contra eles, toda a tecnologia humana foi destruída e sua inteligência reduzida, deixando-os em uma economia de subsistência com medidas para impedir o redesenvolvimento de eletrônicos. Os seres humanos estão cientes das outras raças espaciais, mas suas interações são limitadas a visitas de Forerunners, pois não têm a tecnologia para fazer contato, vivem em construções de madeira e possuem apenas motores a vapor primitivos. Os San'Shyuum (ou Prophets, como são mencionados nos jogos Halo) também foram derrotados pelos Forerunners, mas sua tecnologia não foi destruída; em vez disso, estavam confinados ao sistema solar natal e proibidos de fabricar armas.
Grande parte da história se passa em Erde-Tyrene, o nome Forerunner para a Terra, embora os personagens também visitem o mundo natal dos San'Shyuum, o planeta da família de Bornstellar e o centro político Forerunner, uma estação espacial do tamanho de um planeta.

### Personagens
O protagonista de Cryptum é um jovem Forerunner chamado "Bornstellar Makes Eternal Lasting", embora seja mais conhecido apenas como "Bornstellar". Ele é de uma longa linha de Construtores, mas está descontente com o status quo dos Forerunners. A curiosidade de Bornstellar o leva à Terra pré-histórica, onde ele conhece os humanos. Chakas é um jovem humano de uma espécie conhecida como Chamanune, uma das muitas variedades do gênero Homo. Morning Riser (nome completo: Day-Chaser Makes Paths Long-stretch Morning Riser) é um Floriano (Homo floresiensis) com cerca da metade da altura de Chakas, mas com inteligência semelhante.
Bornstellar e os humanos despertam o Didact, um classe Guerreiro que foi um dos comandantes do exército Forerunner na guerra Forerunner-humana. Ele foi exilado para estase depois de entrar em conflito com o Master Builder, o líder dos Forerunners. O Master Builder é responsável pela criação das superarmas Halo. O Didact é casado com a Librarian, uma das Trabalhadores de Vida mais poderosas e influentes que já viveram. Ela é uma Manipuladora de Vida, o ranque mais alto que um Trabalhador de Vida pode alcançar e é responsável por indexar todas as espécies da galáxia na Arca.

### Resumo do enredo
A história começa quando Bornstellar vai para "Erde-Tyrene", onde encontra os dois humanos Chakas e Morning Riser, que servem como seus guias. Bornstellar está procurando artefatos Precursores, relíquias de uma civilização extinta, mas tecnologicamente superior. Os humanos conduzem Bornstellar para uma ilha anel onde eles encontram e ativam o cryptum do Didact. O cryptum preserva o Didact em um sono indefinido. Bornstellar começa a suspeitar que a inteligência artificial em sua armadura conspirou para trazê-lo para a ilha, e que os humanos possuíam um conhecimento subconsciente que lhes permite ajudar a despertar o Didact. Depois que o Didact se recupera de seu sono, ele convoca Bornstellar, Chakas e Riser, levando-os em uma missão dada pela Librarian que lhes forneceu uma nave espacial de última geração, escondida por milhares de anos sob a ilha. A bordo da nave, Bornstellar aprende sobre a guerra Forerunner com a humanidade 10.000 anos antes. Os Forerunners entraram em guerra com os humanos e os San 'Shyuum quando sua expansão começou a invadir os mundos dos Forerunners. Após sua derrota, a Librarian salvou a raça humana da extinção e plantou um comando genético conhecido como "geas" neles, a causa do conhecimento subconsciente de Chakas e Riser. Mais tarde, é revelado que os humanos e os San 'Shyuum se uniram contra o Flood, uma espécie alienígena parasitária que controla seu hospedeiro, e atacou apenas planetas Forerunners com infestação Flood.
O Didact e sua tripulação improvisada viajam para um antigo planeta Precursor, Charum Hakkor, onde os humanos também se estabeleceram. O Didact fica perturbado ao descobrir que muitas das estruturas precursoras do planeta caíram em ruínas; As estruturas precursoras eram consideradas completamente indestrutíveis. O Didact também descobre que um prisioneiro, abrigado nos métodos de contenção do Precursor e humano, escapou. Eles viajam para o próximo planeta de Faun Hakkor, outro mundo anteriormente estabelecido pelos humanos, para encontrá-lo despojado de toda vida senciente, seu ecossistema em perigo. O Didact patrocina a primeira mutação de Bornstellar, uma parte vital do crescimento Forerunner, gravando a si mesmo em Bornstellar. As memórias, táticas e experiências de Didact são compartilhadas com Bornstellar, dando-lhe uma visão do contexto da guerra Forerunner-humana e os planetas que a tripulação acabou de visitar.
Ao tentar visitar o mundo natal San 'Shyuum, os quatro são capturados por Construtores, comandados pelo Master Builder. O Didact e os humanos são mantidos prisioneiros, mas Bornstellar é devolvido aos cuidados de seu pai por causa do status e do poder de sua família. No mundo natal de sua família, ele usa o tempo e a paz para refletir sobre os eventos recentes e permite que a impressão do Didact seja totalmente assimilada em seus pensamentos. Ele ouve uma discussão entre seu pai e outro Construtor, da qual ele descobre que seu pai foi um dos principais construtores dos Halos. O Didact se opôs à decisão dos Construtores de construir tal arma, daí seu exílio. É logo revelado que o Mestre Construtor está sendo acusado e que as armas Halo foram recuperadas, mas um dos anéis havia desaparecido. Bornstellar é chamado a um planeta central Forerunner para testemunhar contra o Master Builder, que foi levado a julgamento por crimes contra The Mantle, uma filosofia Forerunner que valoriza a preservação da vida acima de tudo. Assim que o julgamento está para começar, uma IA, Mendicant Bias, trai os Forerunners e pretende usar o poder combinado dos Halos para começar a eliminar a raça Forerunner.
Na batalha que se seguiu para salvar o planeta, vários Halos foram capazes de escapar, com suas próprias IAs implementando protocolos de segurança. Bornstellar consegue escapar com a ajuda de um jovem membro do conselho e um guarda. Eles escapam pelo mesmo portal que os Halos, mas ficam sem energia e vagam por um período desconhecido de tempo antes de serem recuperados pelos Trabalhadores de vida. O portal os levou para a Arca, a estrutura maciça que serve como um local de construção para os Halos e também um refúgio para o trabalho da Librarian. O trio é curado e Bornstellar encontra a Librarian, o que traz à tona pensamentos e sentimentos conflitantes, devido à sua impressão do Didact. Ela o informa que o Master Builder executou o Didact logo após Bornstellar ter sido enviado de volta para sua família. Com a notícia de que o Didact se foi, Bornstellar resolve tomar seu lugar. O livro termina com uma narração do Didact/Bornstellar, revelando que o prisioneiro fugitivo foi o último Precursor, conhecido como Timeless One. Através de uma conversa que o Didact teve há muito tempo, fica sabendo que os Precursores criaram os Forerunners, apenas para que os Forerunners se levantassem e erradicassem os Precursores, exceto este, que agora busca vingança.

## Lançamento e recepção
Nas semanas anteriores ao lançamento, a Tor Books lançou o Capítulo Um de graça e o Capítulo Dois foi disponibilizado no site Halo Waypoint. A Tor também sorteou sete brindes dos outros romances e action figures de Halo. Um audiolivro completo, narrado por Holter Graham, foi lançado junto com a edição impressa em 4 de janeiro de 2011. Após o lançamento, Greg Bear fez sessões de autógrafos com a presença de Frank O'Connor. Após seu lançamento, Cryptum alcançou a posição 22 na lista dos mais vendidos do New York Times na categoria ficção de capa dura. Ele também passou cinco semanas na lista dos mais vendidos do Los Angeles Times na categoria ficção de capa dura, alcançando a posição 17. A Publishers Weekly observou que o livro foi um best-seller na categoria de capa dura no início de setembro de 2011 na Borders.
Cryptum foi recebido com várias críticas. Dr. Nigel Seel, da sciencefiction.com, chamou-o de cansado, não original e enfadonho, dizendo: "É difícil se preocupar com os personagens frágeis, a trama é exaustivamente familiar, o herói é totalmente passivo e, no geral, não acontece o suficiente." Ele criticou os personagens como estereotipados e o enredo muito lento, concluindo: "Este é um para os fãs obstinados de Halo." Hilary Williamson, do Book Loons, também considerou Cryptum atraente apenas para os fãs de Halo, mas elogiou a narração de Graham. O autor da crítica da Artistic Gaming de Cryptum achou difícil gostar dos personagens do livro devido ao tom condescendente de Bornstellar, também concluindo que ele só é adequado para fãs obstinados. Na crítica da Portland Book, Missy Wadkins, se sentiu diferente. Ela achou os personagens complexos e achou isso comparável a uma interessante lição de história. Sua crítica contrastou ainda mais com a do Dr. Seel, recomendando-o a todos os leitores de ficção científica, não apenas aos fãs de Halo. Jason Hamilton do Story Hobby também elogiou o romance; ele elogiou a criação de Bear de uma cultura completamente diferente para a humanidade e seu equilíbrio em fornecer ao leitor informações suficientes para manter o interesse sem deixar transparecer muito e arruinar o suspense.